# Braeval
La distillerie de Braeval a été fondée en 1973 par Seagram pour la production d'un whisky exclusivement destiné à entrer la composition du blend Chivas Regal. Agrandie à deux reprises, elle est cependant mise en sommeil en 2002 après le rachat de Seagram par Pernod Ricard. L'activité a été relancée en 2008 à la suite d'une reprise de la demande en blend.

## Histoire
Fondée en 1974 sous le nom de Braes of Glenlivet, la distillerie fut renommée Braeval au bout de quelques années. En effet, bien que la distillerie The Glenlivet ait essayé, par des actions en justice, de se réserver le droit d'utiliser le nom de la vallée, rien n'empêchait des concurrents combiner le nom de leur distillerie avec le mot Glenlivet. Mais lorsque le groupe Seagram, fondateur de la distillerie Braes of Glenlivet racheta son concurrent Glenlivet Distillers Ltd en 1977, il dut se résoudre à débaptiser Braes of Glenlivet. En 1995, le choix de l’appellation Braeval permit de clarifier la position de The Glenlivet: la communication d'une distillerie commercialisant un single malt à son nom est en effet bien plus critique que celle d'une distillerie ne produisant qu'un ingrédient pour un blend.
La distillerie est l'une des plus récentes et des plus modernes du Speyside. Équipée à l'origine de trois alambics dotés d'une boule à la base de leur col (Milton ball), Seagram en ajouta deux de plus en 1975, et un dernier en 1978. Ces six alambics, deux wash stills avec des condenseurs internes de capacité 22 000 L et quatre spirit stills de capacité 10 000 L, ont porté la capacité de production à 4 000 000 L/an.
Cette importante capacité de production est combinée avec une automatisation très poussée de la production : dès 1997, un seul homme est nécessaire au fonctionnement de toute la distillerie. Les constructeurs n'ont cependant pas renié la tradition en édifiant les bâtiments autour d'une pagode typique des distilleries traditionnelles. Le site est dépourvu de malterie ou de hangars de stockage des fûts.
En 2000, Seagram est rachetée par Vivendi et Pernod Ricard, qui intègre sa division boissons, soit environ deux cent cinquante marques de boissons. Très rapidement, le nouveau propriétaire décide de limiter ses surcapacités de production : quatre distilleries sont fermées en 2002 : Allt-á-Bhainne (une distillerie moderne très semblable à Braeval), BenRiach (redémarrée en 2004 par des investisseurs Sud-africains), Caperdonich et Glen Keith.
Quelques années plus tard, la demande en whisky permet une reprise de l'activité. Le 11 juillet 2008, Braeval est officiellement redémarrée, pendant que sont annoncés, dans le même temps, des investissements à la distillerie de The Glenlivet

## Production
Jamais embouteillé en version officielle,, Braeval entre principalement dans la composition des blends de la famille Chivas. Toutefois, des embouteilleurs indépendants (Signatory Vintage, Duncan Taylor, Gordon & Macphail, etc.) proposent régulièrement des versions sherry cask finement boisées dévoilant des notes crémeuses et onctueuses de céréales, de vanille et de toffee. Son single malt se révèle moyennement corsé et plutôt sec. Il dévoile avec finesse des notes de miel et de fruits secs (amande, raisins).